# فرودگاه بین‌المللی مهرآباد
فرودگاه بین‌المللی مهرآباد، یکی از بزرگ‌ترین فرودگاه‌های ایران است که در سال ۱۳۱۷ در غرب شهر تهران ساخته شد و نام خود را از روستای مهرآباد جنوبی دده بالا که پیشتر در آن منطقه قرار داشت، گرفته‌است. در سال ۲۰۱۵ میلادی ۱۳۲٬۲۴۵ نشست و برخاست هواپیما در این فرودگاه انجام شد و ۱۱۱٬۱۰۷٬۸۲۲ کیلوگرم بار و ۱۶٬۳۲۷٬۳۵۹ نفر مسافر از طریق آن جابجا شدند.

## پیشینه

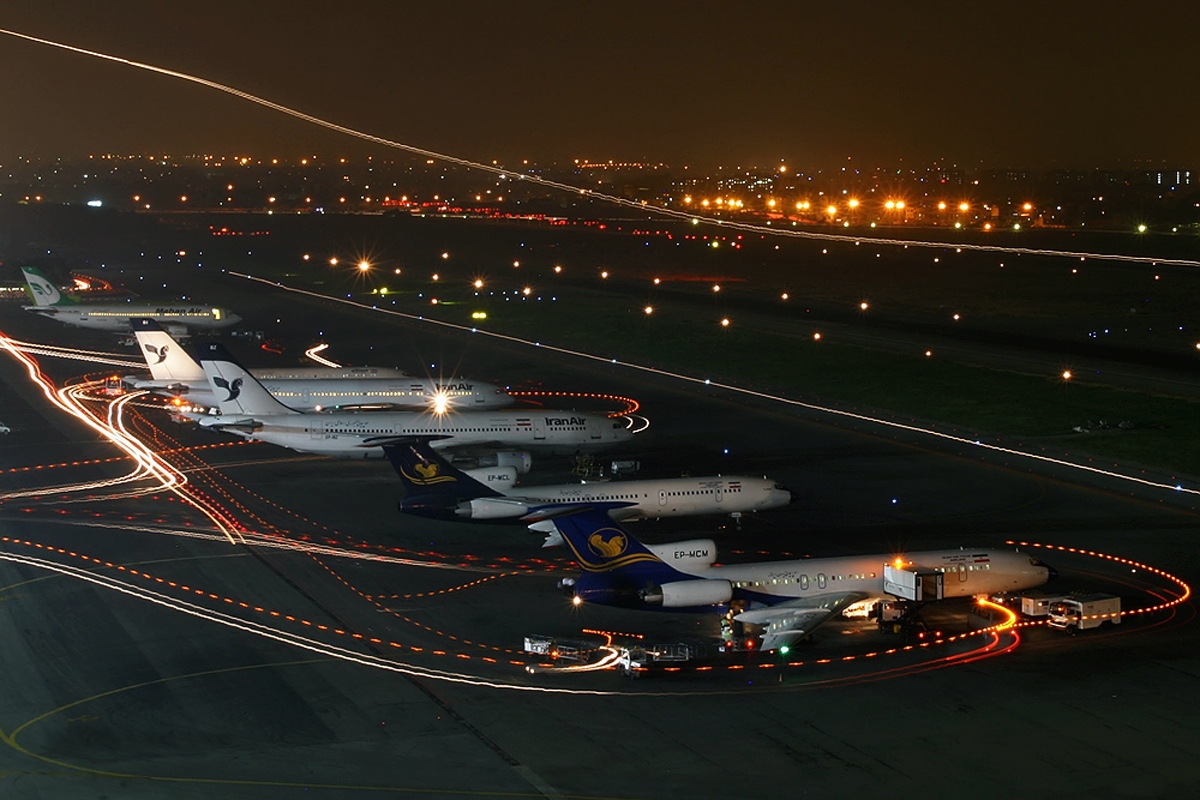
تصویری از فرودگاه مهرآباد در شب

نام اصلی روستای مهرآباد، «حسین‌آباد» و در تملک حاجی میرزا آقاسی صدراعظم محمد شاه قاجار بود. حاجی میرزا آقاسی، حسین‌آباد را به ناصرالدین شاه هدیه کرد و بعد از مدتی جزو مهریه عصمت‌الدوله (دختر ناصرالدین‌شاه) و همسر دوست محمدخان معیرالممالک، درآمد و نام مهرآباد را بر آن گذاشتند. اما بعدها به مناسبت خرج‌های بی‌رویه دوست محمدخان، مهرآباد به گرو رفت و از تملک خاندان معیرالممالک خارج شد و دادخواهی دوستعلی معیری پسر دوست‌محمدخان نیز نزد رضاشاه بی‌فایده بود.
روستای مهرآباد به مالکیت خانواده نظام مافی درآمد. در سال ۱۳۰۴ در دوران سلطنت رضاشاه که حق انحصاری هواپیمایی به شرکت هواپیمائی آلمانی یونکرس واگذار شد و پس از تأسیس باشگاه خلبانی، با بیست فروند هواپیما در سال ۱۳۱۷ عملاً فرودگاه مهرآباد به دست این شرکت در اراضی مهرآباد بنیاد شد.
در سال ۱۳۲۵، اولین گروه خلبانان نیروی هوایی به آمریکا اعزام شدند و پس از آن نیروی هوایی در سال ۱۳۲۸ با هواپیماهای اف-۸۶ سیبر و تی-۳۳ در مهرآباد آغاز به کار نمود و عملیات پروازی را آغاز کرد. رشد هوانوردی و عضویت ایران در سازمان ایکائو منجر به رشد روزافزون صنعت ترابری هوایی مسافری و باری در فرودگاه اصلی ایران یعنی مهرآباد گردید.
در سال ۱۳۳۷ خورشیدی اسکناس‌های بیست تومانی با نمایی از فرودگاه مهرآباد چاپ و نشر شد.

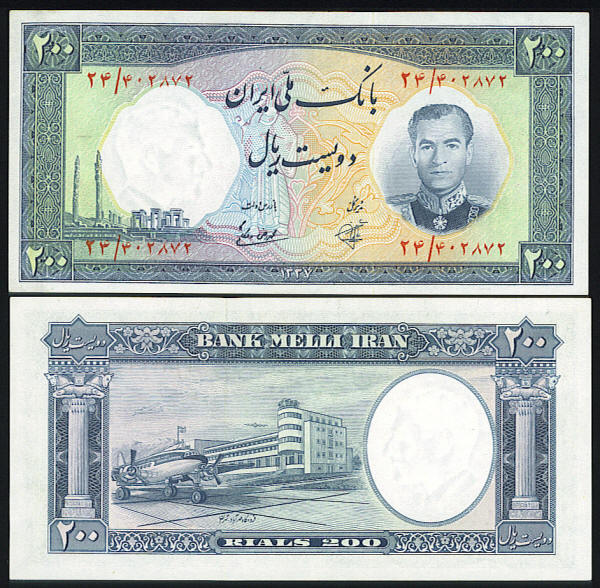
دویست ریالی -  پشت اسکناس تصویر فرودگاه مهرآباد

### توسعه
از کسانی که در ساخت و توسعهٔ پایانه‌های بین الملی این فرودگاه نقش اساسی ایفا کردند می‌توان ویلیام پریرا را نام برد که به همراه چند شرکت دیگر در سال ۱۹۷۲ به فرودگاه چهره‌ای جدید بخشیدند. مرکز آموزشی بالگردهای بل نیروی هوایی در تهران را نیز همین گروه طراحی نمود.

### پس از انقلاب
در سال ۲۰۰۵ میلادی این فرودگاه دارای شش پایانه بوده که عبارت‌اند از پایانه یک و دو که مربوط به پروازهای ایران ایر، ایران ایرتور، آتا ایر و قشم ایر است. پایانه شماره ۳ فرودگاه به حجاج تعلق دارد. پایانه‌های چهار و پنج و شش به ترتیب برای خروج و ورود پروازهای دیگر شرکت‌ها بکار می‌روند.

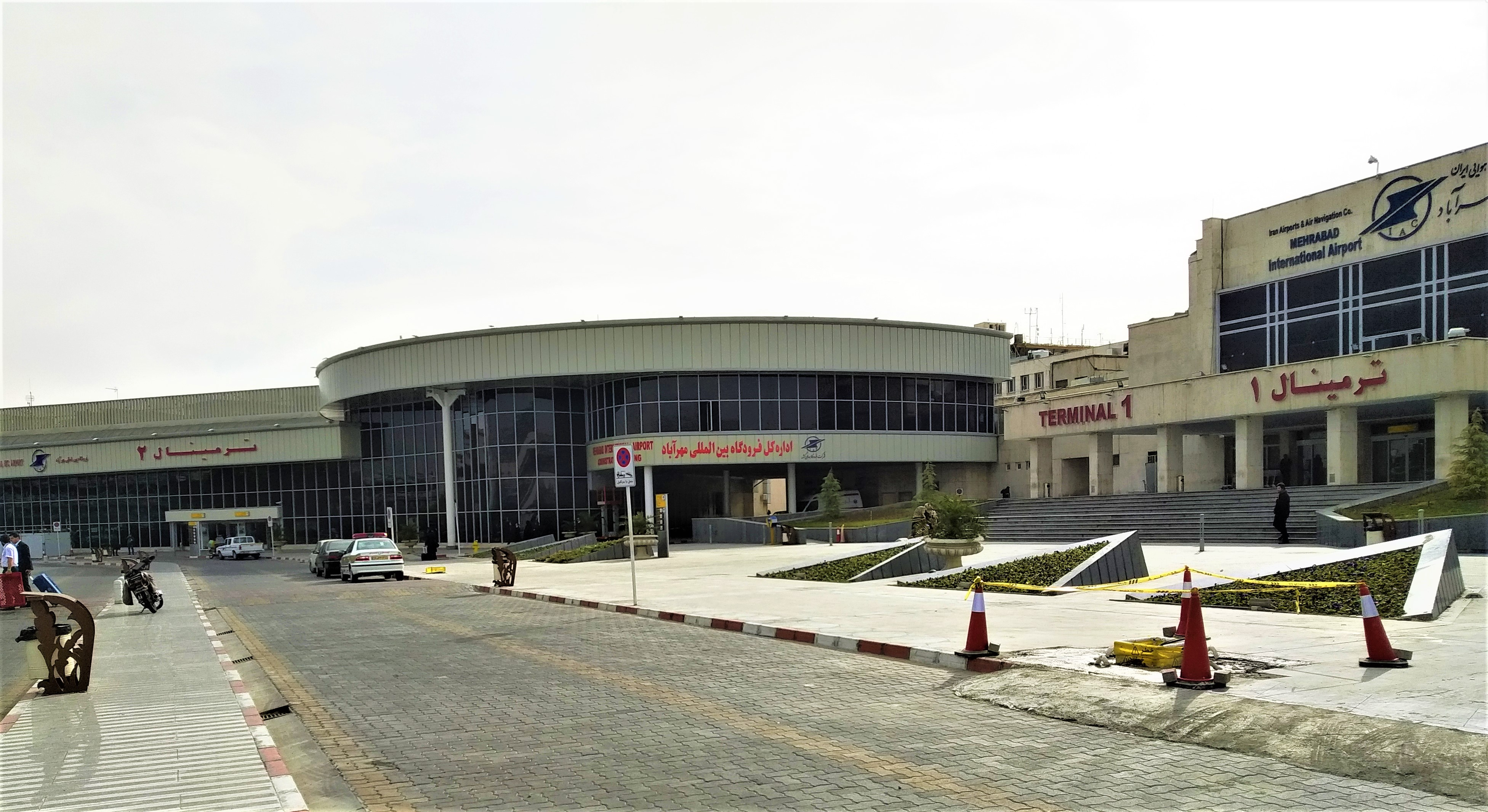
ترمینال ۱ و ۲ فرودگاه مهرآباد

فرودگاه مهرآباد در سال ۲۰۰۵ قادر به کنترل بیش از ۷۰هزار پرواز عبوری، ۱۰ هزار پرواز داخلی و ۳۰ هزار نشست و برخاست بین‌المللی بوده‌است.
در همان سال ظرفیت فرودگاه‌های ایران ۶۱ میلیون مسافر در سال بود و ۹۰ درصد مسافران هواپیما از ۱۲ فرودگاه پرواز می‌کردند: ۴۵ درصد مسافران هواپیما توسط فرودگاه مهرآباد، ۴۵ درصد توسط فرودگاه‌های مراکز استان‌ها و ۱۰ درصد توسط فرودگاه‌های اقماری سرویس داده می‌شوند.

## شرکت‌های هواپیمایی و مقصدهای پروازی
| شرکت‌های هواپیمایی | مقصدهای پروازی |
| ----------------- | -------------- |
| اطلس ایر          | اهواز          |
| ایران ایر         | مشهد           |
| هواپیمایی آتا     | فصلی: نجف      |

## ترمینال‌های فرودگاه
فرودگاه مهرآباد دارای ۶ ترمینال برای پروازهای ورودی و خروجی است. این ترمینال‌ها شامل ترمینال ۱ الی ۶ است. ترمینال‌های ۱ و۲ برای ورود و خروج پروازهای داخلی و ترمینال ۴ و ۶ به ترتیب برای خروجی و ورودی پروازها استفاده می‌شود. از ترمینال‌های ۳ و ۵ نیز برای پروازهای حج تمتع استفاده می‌شود.
| ترمینال پروازی | شرکت هواپیمایی | توضیحات                                   |
| -------------- | --- | ----------------------------------------- |
| ترمینال ۱      | هواپیمایی کیش,هواپیمایی زاگرس,هواپیمایی وارش,هواپیمایی چابهار,هواپیمایی اروان,هواپیمایی طوس(جایگاه تشریفاتی CIP)                                                  | برای پروازهای ورودی و خروجی               |
| ترمینال ۲      | هواپیمایی جمهوری اسلامی ایران هما,هواپیمایی ایران ایرتور,هواپیمایی آتا,هواپیمایی قشم,هواپیمایی معراج,هواپیمایی کارون,هواپیمایی آساجت,هواپیمایی آوا                | برای پروازهای ورودی و خروجی               |
| ترمینال ۳      | _ | برای پروازهای خروجی (در حال حاضر غیرفعال) |
| ترمینال ۴      | هواپیمایی ماهان,هواپیمایی آسمان,هواپیمایی فلای پرشیا,هواپیمایی پارس,هواپیمایی پویا,هواپیمایی سپهران,هواپیمایی ساها,هواپیمایی تابان,هواپیمایی کاسپین,هواپیمایی یزد | برای پروازهای خروجی                       |
| ترمینال ۵      | _ | برای پروازهای ورودی (در حال حاضر غیرفعال) |
| ترمینال ۶      | هواپیمایی ماهان,هواپیمایی آسمان,هواپیمایی فلای پرشیا,هواپیمایی پارس,هواپیمایی پویا,هواپیمایی سپهران,هواپیمایی ساها,هواپیمایی تابان,هواپیمایی کاسپین,هواپیمایی یزد | برای پروازهای ورودی                       |

## خدمات هوایی فرودگاه
این فرودگاه دارای سه خدمه هوایی سامان، ایران ایر، کوشا کیش است.
| خدمه هوایی            | شرکت های هواپیمایی | ترمینال های پروازی  | توضیحات |
| --------------------- | --- | ------------------- | --- |
| خدمات هوایی ایران ایر | هواپیمایی اسلامی ایران هما، هواپیمایی ایران ایرتور | ترمینال ۲           | این خدمه هوایی تحت نظر هواپیمایی اسلامی ایران هما اداره می شود و خدمات باری ایران ایر کارگو نیز بر عهده این خدمه هوایی است. |
| خدمات هوایی سامان     | هواپیمایی آتا,هواپیمایی قشم,هواپیمایی معراج,هواپیمایی کارون,هواپیمایی آساجت,هواپیمایی آوا,هواپیمایی کیش,هواپیمایی ماهان,هواپیمایی آسمان,هواپیمایی فلای پرشیا,هواپیمایی پارس,هواپیمایی پویا,هواپیمایی سپهران,هواپیمایی ساها,هواپیمایی کاسپین,هواپیمایی یزد | ترمینال های ۱,۲,۴,۶ | خدمات باری سه شرکت هواپیمایی فارس قشم,هواپیمایی ساهاوهواپیمایی پویا بر عهده این خدمه هوایی است.                             |
| خدمات هوایی کوشا کیش  | هواپیمایی زاگرس,هواپیمایی وارش,هواپیمایی چابهار,هواپیمایی اروان,هواپیمایی تابان | ترمینال های ۱,۴,۶   | |

## هواپیماهای زمین‌گیر

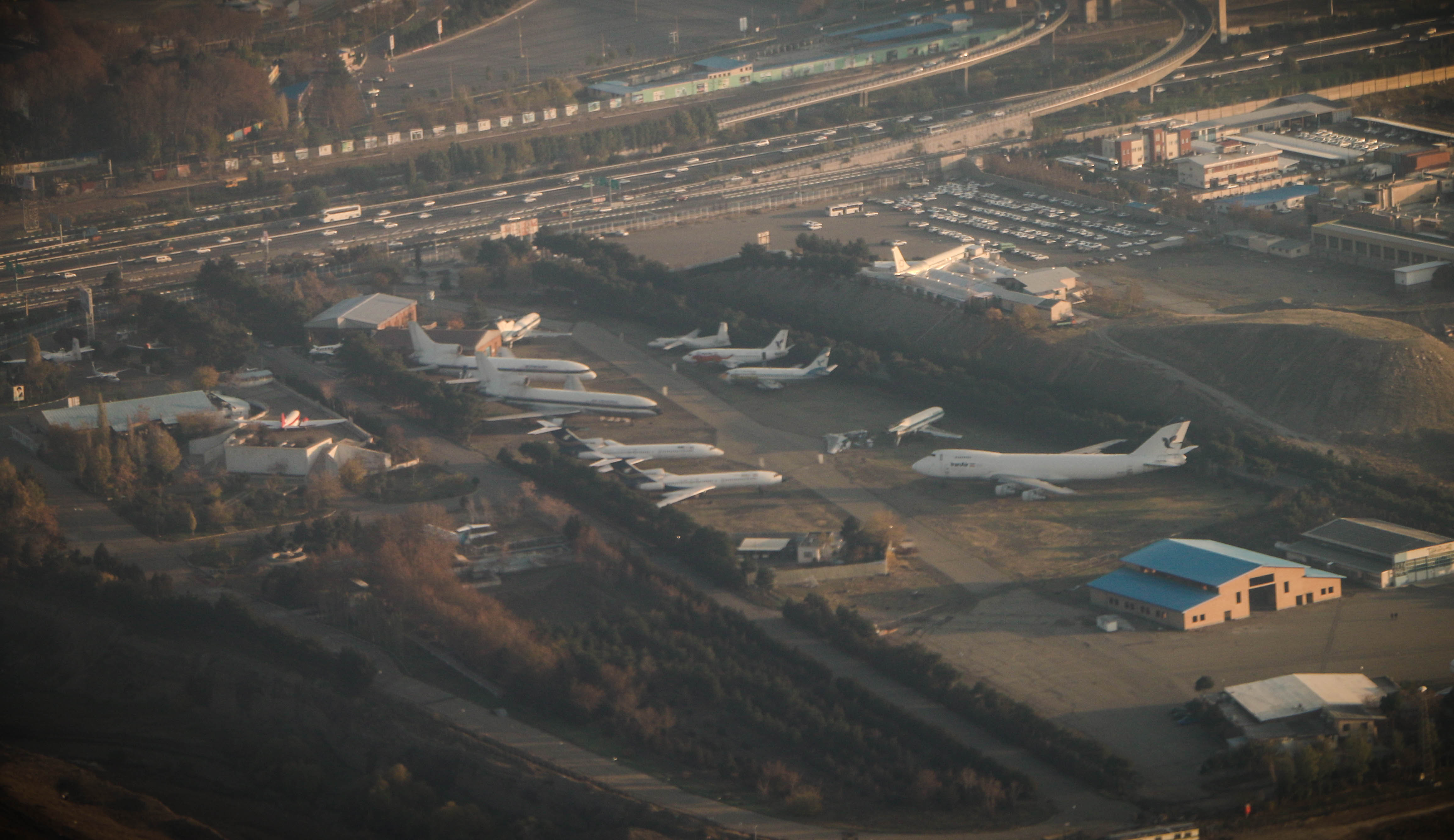
یکی از پارکینگ‌های هواپیماهای از کار افتاده ایرانی در حاشیه فرودگاه مهرآباد. در این تصویر هواپیماهای بویینگ ۷۴۷، ۷۲۷ قابل مشاهده است. (سال ۱۳۹۷)

به گفته معاون هوانوردی سازمان هواپیمایی تا سال ۱۳۹۷، ۳۱۰ فروند هواپیما در ایران با متوسط عمر ۲۴ سال وجود دارد که ۱۵۰ فروند از آن‌ها (۴۸٫۳ درصد) آن فعال است. این یعنی ۵۱٫۸ درصد از هواپیماهای ایران زمین‌گیرند که عمدهٔ این هواپیماها در پارکینگ‌های حاشیه فرودگاه مهرآباد مستقرند.

## جایگاه تشریفاتیCIP فرودگاه
این فرودگاه دارای یک جایگاه تشریفاتی CIP مستقر در ترمینال ۱ این فرودگاه است که تمام پروازهای این فرودگاه را در تمامی ترمینال‌های این فرودگاه پوشش می دهد.

## ترابری

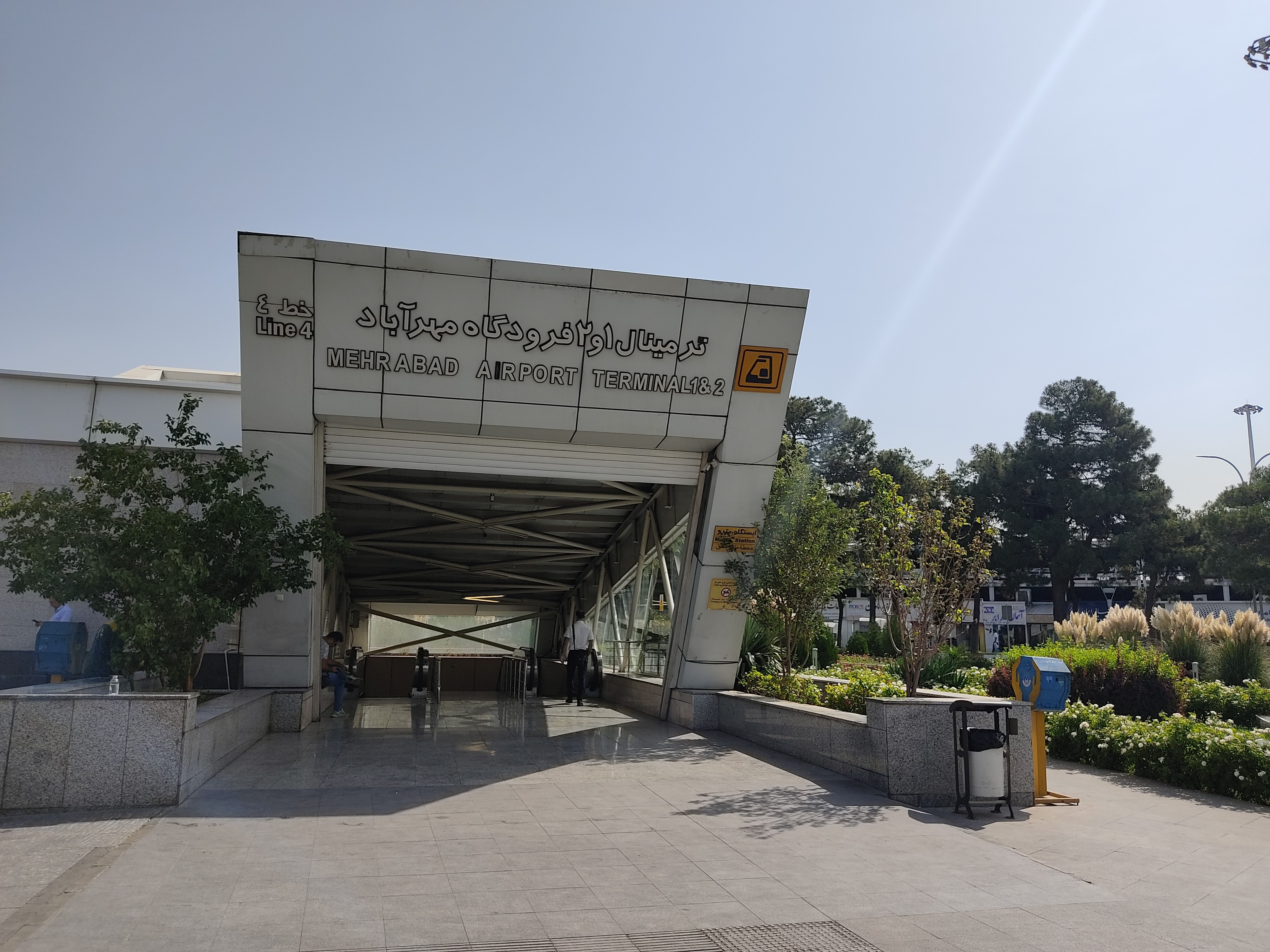

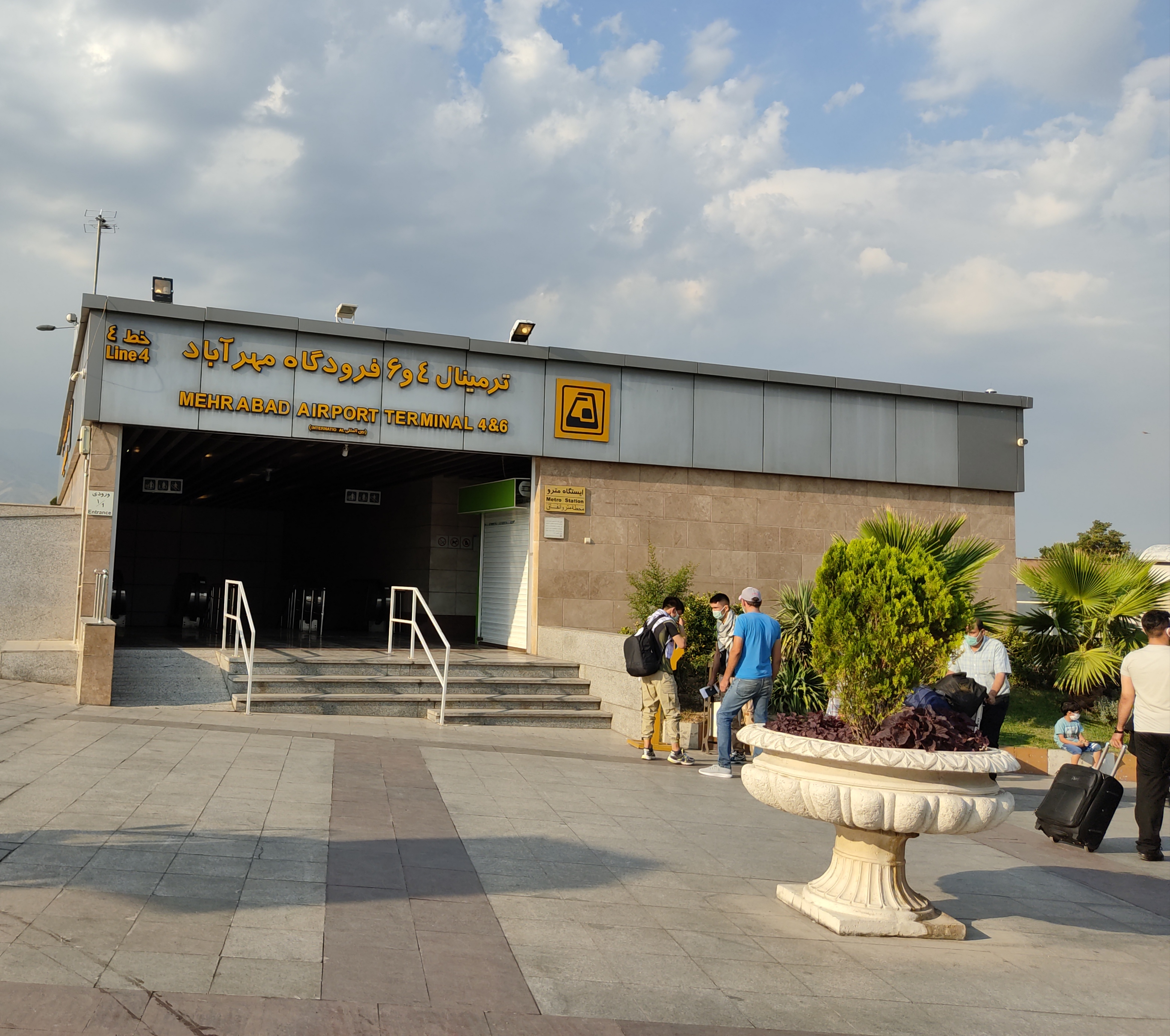

- ایستگاه متروی پایانه ۱ و ۲ فرودگاه مهرآباد
- ایستگاه متروی پایانه ۴ و ۶ فرودگاه مهرآباد